# Daphne Barak
Daphne Barak (Israel, ?) é uma documentarista israelo-estadunidense, responsável pela produção de documentários reveladores, como o que mostrou o drama vivido pelo cantor Eric Clapton com a perda de seu filho e resultou na canção Tears in Heaven, ou sobre a atriz Marilyn Monroe (intitulado "Coming Home with the Kennedys"), onde conseguiu pela primeira vez a entrevista com sua maquiadora e confidente, Marie Irvine.
Ela fez ainda entrevistas exclusivas com o pai de Michael Jackson, O. J. Simpson e Hillary Clinton, e seus especiais para televisão com impressões exclusivas são distribuídos para todo o mundo, incluindo os Estados Unidos, países da Europa, Turquia, mundo árabe, Índia, Paquistão, Austrália, Nova Zelândia, etc.
No meio político ela realizou especiais que revelaram a intimidade de vários líderes, como Nelson Mandela, Shimon Peres, Yasser Arafat, Robert Mugabe, entre outros.
Em 2009 Barak passou uma temporada na ilha de Santa Lúcia, onde a cantora Amy Winehouse estava auto-exilada depois do pedido de divórcio de seu marido e lidava com seus problemas com drogas e álcool - que resultou num documentário onde o título era "Saving Amy". Nele fica patenteada as divergências entre o pai e a mãe da cantora, divorciados, sobre a forma como lidar com o problema dela com as drogas, retratando os meses que Barak passou no país caribenho. Além do documentário o trabalho rendeu um livro com o mesmo título, que recebeu da crítica inglesa Kitty Empire a avaliação de ser "esclarecedor, mas superficial".

## Livros
Barak publicou:
- Mama Sarah Obama: Our Dreams & Roots (The autobiography of the Obama family)
- Coming Home With The Kennedys - 2013
- Saving Amy - 2010